# Culiacán
Culiacán, ufficialmente Culiacán Rosales, è una città del Messico nordoccidentale, la più grande città nello Stato di Sinaloa, è capitale del comune di Culiacán. Con circa 786 000 abitanti, è la quindicesima più grande città nel paese.

## Geografia fisica
La città è situata a 55 m s.l.m. in una valle in cui i fiumi Tamazula e Humaya confluiscono nel Culiacán. È situata nel centro dello Stato a circa metà strada da Los Mochis al nord e Mazatlán al sud.